# سوق العطارين (حلب)
يقع سوق العطارين داخل حلب القديمة ويقع بين سوق العبي وسوق السقطية و يتقاطع مع سوق المحمص و سوق الحبال ( الباب القبلي للجامع الأموي الكبير في حلب) سمي بذلك بسبب كون معظم الدكاكين التي فيه متخصصة ببيع البهارات وجميع مستلزمات العطارة و يعد هذا السوق من أكبر الموردين لجميع الأنحاء السورية في هذا المجال و نذكر منه بعض أسماء المحال المعروفة كالناشد و البوادقجي والدبـَّـاغ و الفنري والسويد والرواس.